# The Best of... (album Ich Troje)
The best of... – album kompilacyjny zespołu Ich Troje wydany 28 września 1999 roku nakładem Koch International Poland. Jest to pierwsza oficjalna składanka zespołu na którą składają się utwory nagrane w  latach 1995–1997 pochodzące z debiutanckiej płyty Intro (1996) oraz drugiej ITI CD (1997).

## Lista utworów
1. „Prawo” – 4:20
2. „Drzwi” – 4:40
3. „Lęk” – 3:56
4. „Ci wielcy” – 3:58
5. „Lustro” – 3:58
6. „Szarość dnia” – 3:20
7. „Spadam” – 3:49
8. „Niecierpliwi myśliwi” – 3:37
9. „Jeanny” – 5:20
10. „Obcy” – 3:52
11. „Gwiezdna noc” – 5:16
12. „Cień” – 4:33
13. „Sam” – 4:05
14. „Mandy” – 3:02
15. „Kot” – 3:37
16. „Koniec” – 3:32